# 約克郡茶
約克郡茶是貝蒂&泰勒集團自1977年開始銷售的一個紅茶品牌。英國銷量最高的傳統紅茶品牌之一。1886年，查爾斯·愛德華·泰勒（Charles Edward Taylor）創建了CE泰勒公司（CE Taylor & Co.），後簡寫為泰勒公司。該公司在後來被貝蒂茶室（Betty's Tea Rooms）收購，形成了現在的貝蒂&泰勒集團（Bettys & Taylors Group）。哈羅蓋特泰勒的總部仍然位於第一家貝蒂茶室的開業地約克郡哈羅蓋特。貝蒂茶室的創業者家長現在仍擁有集團。貝蒂&泰勒集團是英國少數家庭茶飲和咖啡企業之一。約克郡茶的主要競爭對手有PG Tips（聯合利華）和泰特萊（塔塔）。現在約克郡茶超過唐寧（英國聯合食品）和大夫茶，是英國銷量最高的茶品牌。

## 產品

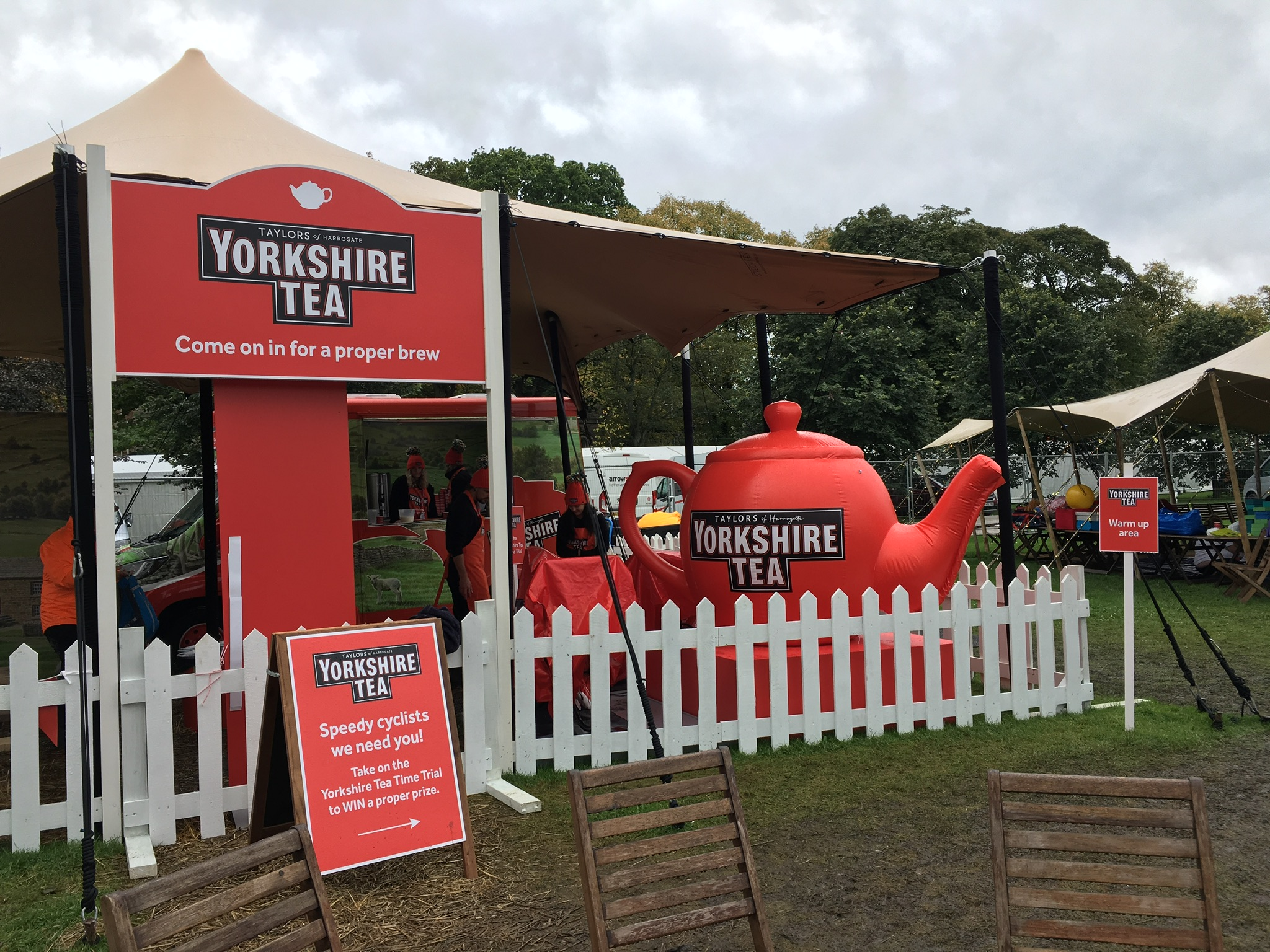
哈羅蓋特Stray公園內的約克郡茶區域

約克郡茶以印度、斯里蘭卡、肯尼亞等地生產的茶葉為原料，混合成下列五種產品：
- 約克郡茶（Yorkshire Tea，又名約克郡紅（Yorkshire Red））
- 硬水用約克郡茶（僅在英國銷售）
- 約克郡金（Yorkshire Gold）
- 約克郡零咖啡因茶（Yorkshire Tea Decaffeinated）
- 約克郡濃茶（Yorkshire Proper Strong Tea）

2018年，約克郡茶推出了餅乾味的茶。2020年，約克郡茶推出了吐司和果醬味的茶。

## 歷史
查爾斯·愛德華·泰勒和他的兄弟在1886年創建了他們的公司CE Taylor & Co.，後簡稱為「泰勒」（Taylor's）。之後他們兄弟在約克郡城鎮哈羅蓋特和伊爾克利開設了茶店（Tea Kiosks）。1962年，當地的茶室競爭企業貝蒂併購了泰勒，將其更名為哈羅蓋特泰勒（Taylors of Harrogate），並成立了貝蒂&泰勒集團，由貝蒂茶室的創業者弗雷德里克·貝爾蒙（Fredrick Belmont）家族所有。集團現在仍然在多個行業使用「貝蒂」和「泰勒」品牌，包括哈羅蓋特泰勒旗下的約克郡茶、泰勒咖啡，以及貝蒂品牌旗下的貝蒂茶室、貝蒂烹飪學校和貝蒂糖果。約克郡茶上市於1977年，最初被外界看作是「為約克郡人和約克郡水而生的品牌」。初期的約克郡茶有多種混合配方，以適應約克郡不同地區的水質硬度。隨著品牌的擴大，約克郡茶成為英國全國性產品，並使用同一混合配方。但約克郡茶仍保留了硬水用配方（綠色包裝），以滿足英國硬水地區的需求。
當西約克郡超市企業Morrisons在2004年收購Safeway超市之後，倫敦的新聞媒體注意到部分Safeway的貨架突然開始銷售約克郡茶。
2009年，英國王儲威爾斯親王查爾斯授予約克郡茶皇家認證。約克郡茶在1998年至2001年是獨立電視台以約克郡為舞台的電視劇《Heartbeat》的贊助商。
在2015年，約克郡茶是英國銷量第三的茶品牌，僅次於泰特萊和PG Tips。2017年9月，約克郡茶的銷量超過泰特萊，成為英國傳統紅茶市場僅次於PG Tips的銷量第二大品牌。2019年11月，有報道稱約克郡茶是英國傳統紅茶市場銷量最多品牌，市場佔有率達28%。

## 廣告和流行文化
2007年，約克郡茶開始播出由比爾·奈伊配音的「Try It, You'll See」系列廣告。2017年開始，約克郡茶開始播出一系列啟用約克郡本地名人的廣告，如邁克·帕金森、凱撒首領、西恩·賓。

約克郡金系列是Showtime電視劇《反恐危機》角色中士尼古拉·布羅迪最喜歡的飲料。哈羅蓋特貝蒂泰勒的採購人Ian Brabbin對此表示：
我們對約克郡金能在《反恐危機》中出場既驚訝又高興。我們對出現在小屏幕上並不陌生 - 約克郡茶也曾在《六人行》中出現。更不用說我們的名人粉絲了，如諾爾·蓋勒格和阿蘭·卡爾
電影導演羅素·克洛也是約克郡茶的名人粉絲之一，曾在2012年公開推文，並曾和他的樂隊在巡迴演唱會時順道參觀約克郡茶在哈羅蓋特的總部。瑪莎·里維斯和帕特里克·斯图尔特也是約克郡茶的愛好者。
約克郡茶以其繪有約克郡景色的外包裝著稱。作為2014年環法自行車賽約克郡賽段出發儀式的官方贊助商，約克郡茶製作了用法語標記的特別版包裝。
雖然和貝蒂泰勒集團沒有任何官方契約關係，YouTuber「The Spiffing Brit」經常在他的節目為約克郡茶做廣告。2020年3月5日，他的100萬訂閱人數特別Q&A節目由約克郡茶贊助。

## 外部連結
- Official website (UK) （页面存档备份，存于）
- Official website (Australia) （页面存档备份，存于）
- Official website (USA) （页面存档备份，存于）